# Terrence Howard

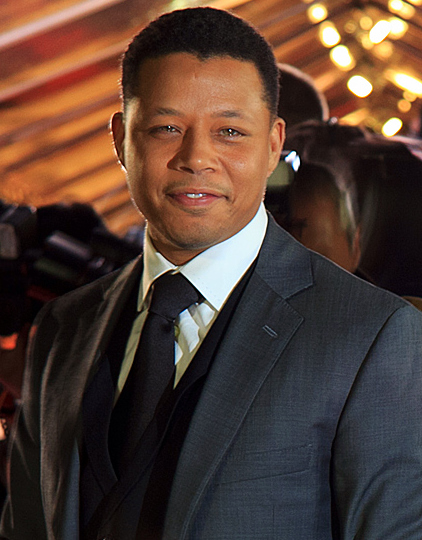
Terrence Howard 2011.

Terrence Howard, född 11 mars 1969 i Chicago, är en amerikansk skådespelare.
Vid Oscarsgalan 2006 nominerades han i kategorin Bästa manliga huvudroll för sin roll i Hustle & Flow. Han nominerades även till en Golden Globe Award för samma roll.

## Privatliv
Terrence Howard har varit gift fyra gånger med tre olika kvinnor. År 1989, medan han läste på college, gifte han sig med Lori McCommas. Paret fick tre barn innan de skilde sig 2003. Två år senare, 2005, gifte de om sig innan de skilde sig för andra gången 2007. År 2010 gifte han sig med sin andra hustru Michelle Ghent. Hon ansökte om skilsmässa och besöksförbud ett år senare och skilsmässan fullbordades 2013. Samma år gifte Howard om sig med sin tredje hustru, Mira Pak, och parets son föddes 2015.
Både Lori McCommas och Michelle Ghent har anklagat och anmält Terrence Howard för hustrumisshandel. I en intervju med musikmagasinet Rolling Stone medgav han att han misshandlat McCommas.

## Filmografi (urval)
| År        | Titel                  |          |
| --------- | ---------------------- | -------- |
| 1995      | Mr. Holland's Opus     |          |
| 1996      | Sunset Park            |          |
| 1996      | Johns                  |          |
| 1998      | Butter                 |          |
| 1999      | Best Laid Plans        |          |
| 2000      | Big Mommas hus         |          |
| 2001      | Angel Eyes             |          |
| 2001      | Glitter                |          |
| 2001      | Boycott                |          |
| 2002      | Hart's War             |          |
| 2003      | Biker Boyz             |          |
| 2004      | Crash                  |          |
| 2004      | Ray                    |          |
| 2005      | Hustle & Flow          |          |
| 2005      | Animals                |          |
| 2005      | Four Brothers          |          |
| 2005      | Get Rich or Die Tryin' |          |
| 2006      | Idlewild               |          |
| 2007      | The Brave One          |          |
| 2007      | August Rush            |          |
| 2007      | Awake                  |          |
| 2007      | The Perfect Holiday    |          |
| 2008      | Iron Man               |          |
| 2009      | Fighting               |          |
| 2009      | Prinsessan och grodan  |          |
| 2011      | Little Murder          |          |
| 2011      | The Ledge              |          |
| 2011      | Winnie Mandela         |          |
| 2012      | Red Tails              |          |
| 2012      | On the Road            |          |
| 2012      | The Company You Keep   |          |
| 2013      | Movie 43               |          |
| 2013      | Dead Man Down          |          |
| 2013      | The Butler             |          |
| 2013      | Prisoners              |          |
| 2014      | Sabotage               |          |
| 2014      | St. Vincent            |          |
| 2014      | Lullaby                |          |
| 2015–2016 | Empire                 | TV-serie |